# Mike Jones (basket-ball)
Pour les articles homonymes, voir Mike Jones (homonymie) et Jones.
Ne doit pas être confondu avec Mike Jones (basket-ball, 1975).
Mike Fritzthadus Jones (ou Michael Jones), né le 10 février 1967 à Phoenix (États-Unis), est un joueur professionnel américain de basket-ball. Il mesure 2,01 m.

## Biographie
Jones est diplômé de l'université d'Auburn à Auburn, Alabama et est sélectionné par les Bucks de Milwaukee lors du 3e tour (63e au général) de la draft 1988 de la NBA.
En 1988, après quelques matchs en USBL avec les Bucs de Jersey Shore, Jones s'envole pour l'Europe et rejoint les rangs du PAOK Salonique. En 1990, il joue le Final Four de la Coupe des clubs champions avec Aris Salonique.
Il rejoint ensuite la France et Pau-Orthez avec qui il remporte 3 titres nationaux (2 coupes et 1 championnat) en 2 saisons.
Jones part ensuite pour FC Barcelone avec qui il joue à nouveau le Final Four de Coupe des clubs champions en 1993.
Il revient ensuite en France pour le compte de Cholet et se démarque individuellement avec le titre de meilleur marqueur du championnat de France et une sélection au All-Star Game.
Jones rejoint à nouveau Pau-Orthez pour la saison 1994-1995 mais cette saison est marquée par des blessures qu'il accumulera dans les nombreux autres clubs qu'il fréquentera (Murcia, Hapoël Holon, Peñarol Mar del Plata, Omaha Racers (CBA), Apollon Limassol, Welcome Montevideo, Asteras Limassol et Dighenis Morphou) jusqu'en 2006.

## Université
- 1985 - 1988 :  Auburn (NCAA)

## Clubs
- 1988 :  Jersey Shore Bucs (USBL)
- 1988 - 1989 :  PAOK Salonique (ESAKE)
- 1989 - 1990 :  Aris Salonique (ESAKE)
- 1990 - 1992 :  Pau-Orthez (Pro A)
- 1992 - 1993 :  FC Barcelone (Liga ACB)
- 1993 - 1994 :  Cholet Basket (Pro A)
- 1994 - 1995 :  Pau-Orthez (Pro A)
- 1995 - 1996 :  Murcia (Liga ACB)
- 1997 - 1998 :  Peñarol Mar del Plata (LNB)
- 1998 - 2001 :  Apollon Limassol (Championnat de Chypre de basket-ball)
- 2002 - 2003 :  Welcome Montevideo (Championnat d'Uruguay de basket-ball)
- 2003 - 2004 :  Asteras Limassol (Championnat de Chypre de basket-ball)
- 2004 - 2005 :  Dighenis Morphou (Championnat de Chypre de basket-ball)
- 2005 - 2006 :  Apollon Limassol (Championnat de Chypre de basket-ball)

## Palmarès
Distinctions en club
- Vainqueur du championnat grec avec Aris Salonique en 1990.
- Vainqueur du Tournoi des As avec Pau-Orthez en 1991 et 1992.
- Vainqueur du championnat de France avec Pau-Orthez en 1992.
- Finaliste de la Liga ACB avec FC Barcelone en 1993.
- Finaliste du championnat de France avec Pau-Orthez en 1995.
- Finaliste de la Coupe de France avec Pau-Orthez en 1995.
- Finaliste du championnat de Chypre avec Apollon Limassol en 2000.
- Finaliste du championnat d'Uruguay avec l'équipe de Welcome Montevideo en 2003.
- Vainqueur du championnat de Chypre avec Apollon Limassol en 2006

Distinctions individuelles
- Nommé au All-Star Game à Évreux en 1993.
- Meilleur marqueur (24,2 points par match) du championnat de France sous les couleurs de Cholet Basket en 1994.